# Кизикская митрополия
Ки́зикская митропо́лия (Кизи́ческая митропо́лия, греч. Ιερά Μητρόπολη Κυζίκου) — епархия Константинопольской православной церкви с центром в городе Кизике (современная локализация — Балкыз, близ Эрдека, Турция), а затем Артаки (по-турецки Эрдек), существовавшая с 325 до 1922 года. Правящий архиерей носит титул «Митрополит Кизикский, ипертим и экзарх всего Геллеспонта» (греч. Ο Κυζίκου υπέρτιμος και έξαρχος παντός Ελλησπόντου).
Граничит с Мраморным морем на севере, с Никейской митрополией на востоке, с Филадельфийский и Эфесской митрополиями на юге и с Дарданелльской и Пергамской митрополиями на западе.

## История
Кизик был основан пеласгами на Кизикском полуострове в Мраморном море во II тыс. до Р. Х. В середине VII века до Р. Х. (по др. версии, ок. 775) жители Милета основали здесь колонию. Начался расцвет Кизика как центра торговли, мореходства и рыбной ловли. Город имел 2 гавани, и через него шли пути из Европы в Малую Азию. «Этот город соперничает с первыми городами Азии величиной, красотой и прекрасным устройством как своих гражданских, так и военных дел». В рим. период К. находился в привилегированном положении: он сохранил автономию и распространил свою власть до озер Даскилитида, Милитополитида и Аполлониатида. Император Тиберий включил Кизик в провинцию Асия. Император Диоклетиан сделал Кизик главным из 33 городов, входивших в провинции Геллеспонт. Этот статус Кизик сохранял до VII века.
Время образования первых христианских в Кизике общин неизвестно. Вполне вероятно, через Кизик пролегали маршруты апостолов Павла и Андрея Первозванного. Сведения о первых Кизических епископах, основаны на предположениях или известны из малодостоверных источников.
Кизикская митрополия была основана в 325 году, первоначально под почетным приматом Ефесской, в 451 году она стала митрополией Константинопольского патриархата.
В пятом веке в подчинении Кизикского митрополита было 12 епископий, число который увеличилось до 14 по XX веке. После османского завоевания их число медленно уменьшалось, и к XX веку не осталось ни одной. В то же время Кизик был оставлен, а центр митрополии был перенесён в Артаки, на 8 км к северо-востоку. После обмена населения между Грецией и Турцией в 1922 году на территории епархии не оставалось православного населения.

## Правящие архиереи
источники:

### Епископы Кизические
- Афродисий (III век н. э.), епископ Геллеспонта
- Феодосий (? — незадолго до 251)
- Никон (? — ум. ок. 251)
- Сисиний (? — ум. ок. 284—305)
- Феона (упом. в 325), епископ Асии, Геллеспонта, Лидии и Карии, участник Первого Никейского собора
- Ахилл или А(с)холий (начало IV века н. э.)
- Македоний (упом. в 344)
- Герминий (? — 351), омий, впоследствии с 351 епископ Сирмийский
- Елевсий (351—360), омоусианин
- Евномий (360—362), аномей
- Елевсий (362 — после 383), вторично

### Митрополиты Кизические
- Прокл (426), последствие архепископ Константинопольский
- Далматий (426 — после 431), участник Первого Эфесского собора
- Диоген (упом. в 449, 451), участник Второго «разбойничьего» Эфесского собора, участник Халкидонского собор
- Евифий (упом. в 458)
- Василиск (упом. в 494, 518)
- Евсевий (упом. в 536)
- Евпрепий (упом. в 553)
- Стефан (упом. в 610)
- Иоанн (упом. в 628—630)
- Георгий (упом. в 681, 689)
- Герман (ок. 705/706—715), впоследствии патриарх Константинопольский Герман I
- Николай (упом. в 787), участник Второго Никейского собора
- Емилиан (после 787—815)
- Иоанн (упом. в 825)
- Иаков (1-я пол. IX в.)
- аноним († 846)
- Антоний (после 846—859)
- Амфилохий (не позднее 861 — ранее 878), впоследствии митрополит Никейский
- Варнава (упом. в 869/70)
- Григорий (упом. в 879)
- Даниил (IX—X вв.)
- аноним (упом. в 906)
- Игнатий (между 912 и 925)
- Димитрий (упом. в 920—925)
- Феодор (925 — после 959)
- аноним (упом. в 1019)
- Димитрий (ранее 1028 — после 1043)
- Феофан (упом. в 1054)
- аноним (упом. в 1063)
- аноним (упом. в 1066)
- Роман (упом. в 1072)
- Симеон (ранее 1079 — после 1107)
- Константин (упом. в 1116)
- Михаил (XII в.)
- аноним (упом. в 1140)
- Феофил (упом. в 1143, 1147)
- Иоанн (упом. в 1156)
- Василий (упом. в 1166)
- Иоанн (упом. в 1170—1186)
- Георгий (упом. в 1191)
- Константин (Стилвис)[англ.] (примерно с 1204)
- Стефан (XIII в.)
- Георгий (упом. в 1254—1261)
- Феодор Скутариот (до 1270—1283)
- Даниил (1283—1289)
- Мефодий (с 1289/1290)
- Никон (?)
- Халамас (XIII в.)
- Никита Каппадокиец (ок. 1300)
- Нифонт (до 1303—1310, в 1310—1314 продолжал управлять епархией, став Константинопольским патриархом)
- Афанасий (1315—1350)
- Арсений (1351—1369)
- Феодорит (упом. в 1370)
- Севастиан (упом. в 1381—1386), бывш. митрополит Янинский
- Матфей (1387—1397), впосл. патриарх Константинопольский Матфей I
- Феогност (упом. в 1399—1405)
- Макарий (?) (упом. в 1409)
- Митрофан (до 1437—1440), впосл. патриарх Константинопольский Митрофан II
- Парфений (40-е гг. XV в.)
- Феодосий (упом. в 1528)
- Дионисий Палеолог (сер. XVI века н. э.)
- Иоасаф (упом. в 1557/1560—1576)
- Ахиллий (упом. в 1580—1586)
- Дамаскин (упом. в 1593)
- Гавриил (упом. в кон. XVI в., 1606)
- Парфений (1620—1633)
- Анфим или Анемподист (1633—1653)
- Паисий (1653—1654), бывш. патриарх Константинопольский Паисий I
- Митрофан (1656—1675)
- Кирилл (1686—1711), впосл. патриарх Константинопольский Кирилл IV
- Авксентий (1712—1724)
- Анания (1725 — после 1755)
- Герасим (Хрисоскулеос) (1769—1778)
- Агапий (Грипарис) (1778—1794)
- Иоаким (сентябрь 1794 — 14 март 1806)
- Макарий (март 1806 — июль 1811)
- Константин I (Константий) (12 июля 1811—1822)
- Захарий (январь 1823—1823), впосл. митрополит Халкидонский
- Матфей (Мегалос) (1823—1831)
- Анфим (Хрисафидис) (июль 1831 — 6 мая 1841), впосл. патриарх Константинопольский Анфим V
- Мелетий (Панкалос) (май 1841 — 18 апреля 1845), впосл. патриарх Константинопольский Мелетий III
- Иоаким (Коккодис или Курсулудис) (апрель 1845 — 4 октября 1860), впосл. патриарх Константинопольский Иоаким II
- Иаков (Панкостас) (11 октября 1860 — 24 мая 1861), впосл. патриарх Александрийский Иаков II
- Никодим (Константинидис) (24 мая 1861 — январь 1900)
- Константин (Хадзимарку-Александридис или Алексиадис) (18 января 1900 — октябрь 1903)
- Афанасий (Мегаклис) (18 октября 1903 — май 1909)
- Григорий (Зервудакис или Папаставрианос) (12 мая 1909 — 12 февраля 1913), впосл. патриарх Константинопольский Григорий VII
- Константин (Арабоглу или Карадзопулос) (2 апреля 1913 — 10 февраля 1922), впосл. патриарх Константинопольский Константин VI
- Каллиник (Деликанис) (10 февраля 1922 — 26 июля 1932)